# Advanced Dungeons & Dragons: Heroes of the Lance
Advanced Dungeons & Dragons: Heroes of the Lance är ett actionspel som använder sig av spelsystemet i Advanced Dungeons & Dragons. Spelet utspelar sig i Dragonlance-universat i världen Krynn, och spelaren kontrollerar åtta äventyrare som ska bege sig ner i ruinerna av templet Xak Tsaroth. Spelaren måste på vägen besegra horder av monster, och ju djupare ner man kommer desto svårare blir det. Man slåss med en äventyrare i taget, och alla figurer man kontrollerar har olika färdigheter.